# Lozice
Lozice obec v okrese Chrudim v Pardubickém kraji. Leží patnáct kilometrů jihozápadně od Vysokého Mýta. Rozloha obce činí 3,67 km² a žije zde 171 obyvatel.

## Historie
Krajina v okolí Lozic byla osídlena a využívána už v pravěku. V místech zvaných Panská louka severně od vesnice byly v roce 2009 archeologicky odkryty pozůstatky sídliště ze staršího období střední doby hradištní, které podle výskytu přepálených kamenů nejspíše zaniklo požárem. Pravěké využívání místa dokládají keramické střepy a zlomek broušené kamenné sekery.
První písemná zmínka o Lozicích pochází z nedatované listiny, kterou olomoucký biskup Jindřich Zdík přenesl katedru olomouckého biskupství z kostela svatého Petra do nově vybudované katedrály svatého Václava. Svůj nový chrám chtěl majetkově zabezpečit, proto koupil ves Lozice. Stalo se tak okolo roku 1131. V roce 1161 disponoval částí Lozic i král Vladislav I. Do poloviny 16. století patřila ves Lozice k panství hradu Rychmburk, poté se stala majetkem Slavatů z Chlumu a Košumberka. Filip Kinský prodal v roce 1823 Lozice Karlovi Alexandrovi knížeti z Thurn-Taxisu. Thurn-Taxisové byli lozickou vrchností až do roku 1850, kdy byla zrušená patrimoniální správa nahrazená správou státního zřízení okresních úřadů a obecních samospráv. V roce 1886 byl v obci postaven kamenný most přes říčku Novohradku. Most o třech obloucích, stojící na dvou pilířích je kulturní památkou. V roce 2019 se staly Lozice Vesnicí roku Pardubického kraje.

## Obyvatelstvo
| Rok            | 1869 | 1880 | 1890 | 1900 | 1910 | 1921 | 1930 | 1950 | 1961 | 1970 | 1980 | 1991 | 2001 | 2011 | 2021 |
| -------------- | ---- | ---- | ---- | ---- | ---- | ---- | ---- | ---- | ---- | ---- | ---- | ---- | ---- | ---- | ---- |
| Počet obyvatel | 368  | 379  | 407  | 387  | 362  | 330  | 346  | 259  | 225  | 198  | 152  | 155  | 153  | 145  | 152  |
| Počet domů     | 55   | 56   | 56   | 56   | 56   | 58   | 63   | 66   | 61   | 57   | 51   | 57   | 64   | 65   | 65   |

## Obecní správa

### Obecní symboly
Znak a vlajka byly obci uděleny rozhodnutím předsedy Poslanecké sněmovny Parlamentu České republiky dne 20. ledna 2005.

## Pamětihodnosti
- Silniční most
- Vjezdová brána u čp. 16